# Aime
Pour les articles homonymes, voir Aime (homonymie).
Aime est une ancienne commune française située en Tarentaise dans le département de la Savoie en région Auvergne-Rhône-Alpes.
Elle fusionne le 1er janvier 2016 avec les communes de Granier et Montgirod pour former la commune nouvelle d'Aime-la-Plagne.

## Géographie

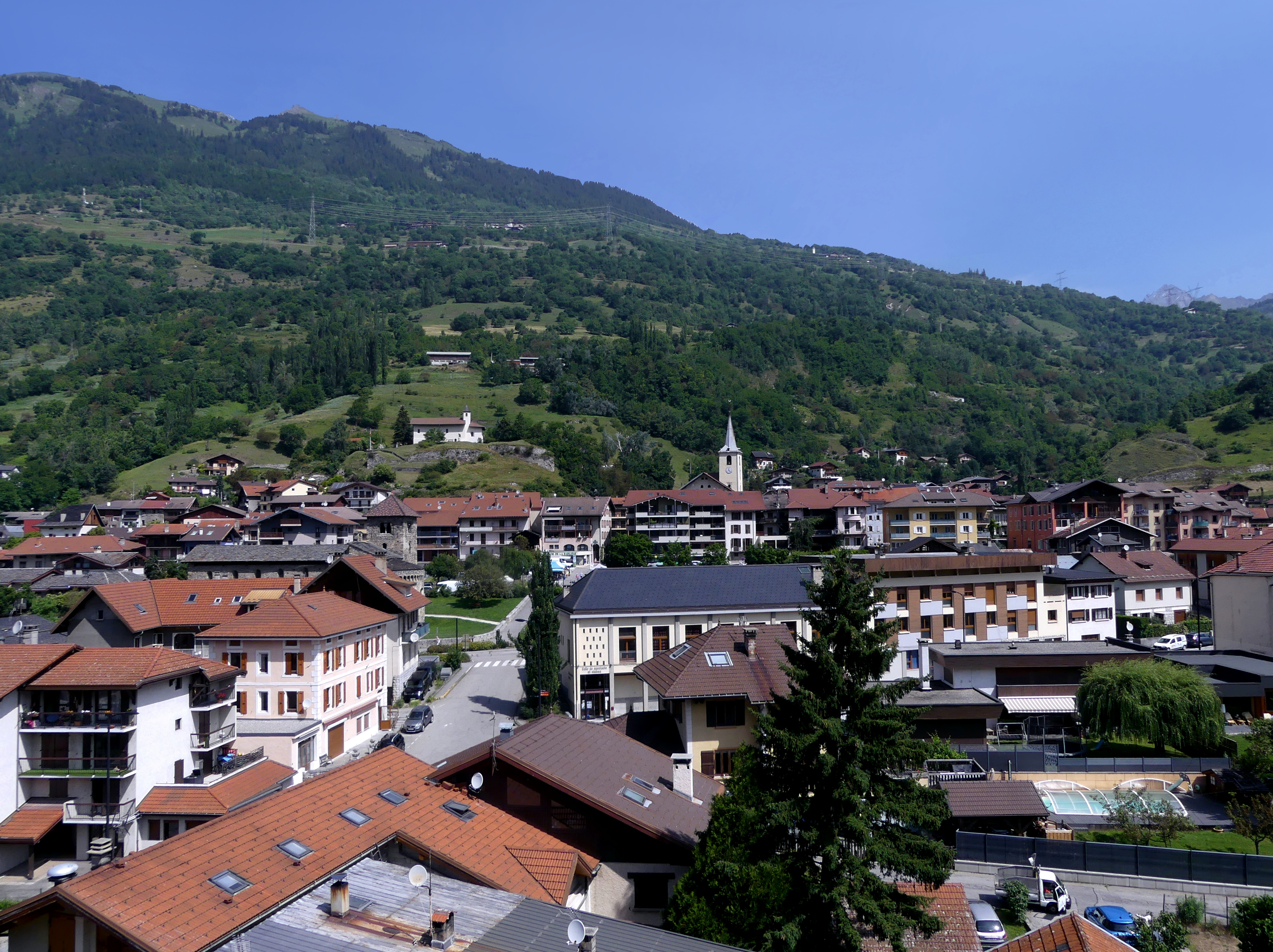
Aime depuis la tour de Montmayeur.

Ancienne commune située dans la vallée de la Tarentaise en contrebas du domaine skiable de La Plagne et de ses stations de ski, dont elle est une des composantes avec les sites de Plagne Aime 2000 et Plagne-Montalbert. Ancien chef-lieu du canton d'Aime, fusionné avec le canton de Bourg-Saint-Maurice à la suite  du redécoupage cantonal de 2014, elle est composée, hormis du bourg d’Aime proprement dit, de trois communes associées : Villette, Tessens et Longefoy-sur-Aime.

### Communes Associées
Depuis 1972, trois communes du canton ont fusionné avec Aime : Longefoy, Tessens et Villette. Une sur chaque versant, la 3e au fond de la vallée.
- Longefoy :

Petit village de 330 habitants, Longefoy est situé à 1 250 mètres d’altitude à l'ubac. Longefoy est à l'origine la commune support au développement de la station de Montalbert, satellite de La Plagne
- Tessens :

Situé à 950 mètres d'altitude, le village de Tessens compte 287 habitants. Ses deux hameaux sont Villaroland et le Breuil (altitude 800 mètres). L’activité agricole constitue la principale économie du village. Étymologiquement, Tessens vient de « tessianum », domaine d'un Romain du nom de Tessius ou Titius.
- Villette :

Le village de Villette (740 mètres d’altitude) compte 396 habitants. Il possède deux hameaux, Charves (1 300 mètres) et Plan Villard (hameau de montagne).

### Transports
La commune d'Aime est desservie par la RN90 qui traverse la vallée de la Tarentaise. La gare ferroviaire d'Aime-La Plagne, située sur la commune, est par ailleurs desservie par le train.

## Toponymie
Aime est un toponyme qui dérive du nom donné par les Romains, au Ier siècle avant notre ère, à cette capitale, Axima, indiqué sur la table de Peutinger.
Ce toponyme dériverait du nom d'un dieu local Aximus. On a en effet retrouvé une inscription romaine dédiée au dieu Aximus.
On trouve les mentions suivantes de la commune : Axima selon la carte de Ptolémée, ouvrage du IIe siècle ; Aximam selon la Table de Peutinger, qui est une copie du XIIIe siècle d'une ancienne carte romaine. Au Moyen Âge, le nom devient Ayma (v. 1170), et que l'on retrouvera cent ans plus tard (1258), Aisma en 1197, puis Ayme en 1696,.
En francoprovençal, le nom de la commune s'écrit Éma (graphie de Conflans ou ORB).

## Histoire

### Antiquité

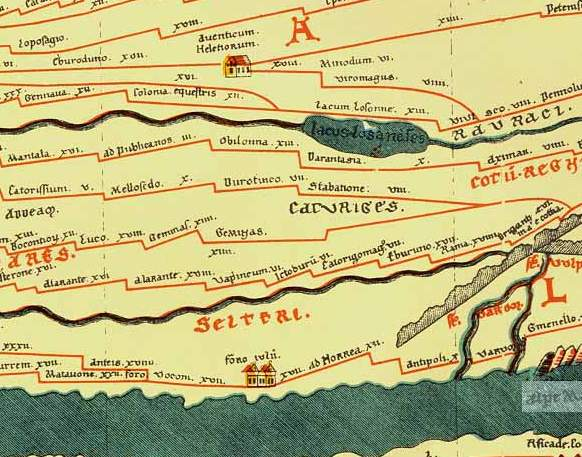
Vue partielle de la Table de Peutinger. Au centre la voie passant en Tarentaise par les cités : Axima (Aime) X. Darantasia (Moûtiers) XIII. Obilonna III. Ad Publicanos (Conflans, Albertville) XVI Mantala (Saint-Jean-de-la-Porte).

L'empereur Claude promeut Axima au rang de municipe de droit latin sous l'appellation Forum Claudii Centronum, et en fait la capitale administrative des Ceutrons, province des Alpes Grées, gouvernée par un procurateur équestre, dont neuf sont connus par des inscriptions.
Aime se trouvait sur la voie romaine Alpis Graia, qui reliait Milan en Italie à Vienne en France par le col du Petit-Saint-Bernard.
Au Bas-Empire, la fusion des provinces des Alpes Grées et des Alpes Pennines dépossède Axima du rang de capitale provinciale au profit de Derentasia (Moûtiers).

### Moyen Âge
La Basilique Saint-Martin fut construite à cette époque. Ses fresques du XIIe siècle sont de style byzantin. Le donjon est du XIIIe siècle et le logis du XVe/XVIe.

## Politique et administration
La Commune fait partie de la Communauté de communes du canton d'Aime dont le siège se trouve dans la ville d'Aime.

### Administration municipale
Le conseil municipal d'Aime, ainsi que l'équipe municipale, sont composés d'un maire (actuellement Corine Maironi-Gonthier DVG, en place depuis mars 2014), de 7 maires adjoints et de 16 conseillers municipaux dont un maire délégué pour Longefoy (Xavier Urbain), un maire délégué pour Tessens (Roger Chenu) et un maire délégué pour Villette (Christian Milleret).
Voici ci-dessous le partage des sièges au sein du Conseil municipal d'Aime :

### Liste des maires
Liste de l'ensemble des maires qui se sont succédé à la mairie d'Aime :

## Population et société

### Démographie
L'évolution du nombre d'habitants est connue à travers les recensements de la population effectués dans la commune depuis 1793. À partir du 1er janvier 2009, les populations légales des communes sont publiées annuellement dans le cadre d'un recensement qui repose désormais sur une collecte d'information annuelle, concernant successivement tous les territoires communaux au cours d'une période de cinq ans. 
Pour les communes de moins de 10 000 habitants, une enquête de recensement portant sur toute la population est réalisée tous les cinq ans, les populations légales des années intermédiaires étant quant à elles estimées par interpolation ou extrapolation. Pour la commune, le premier recensement exhaustif entrant dans le cadre du nouveau dispositif a été réalisé en 2006,.
En 2013, la commune comptait 3 566 habitants, en évolution de +4,3 % par rapport à 2008 (Savoie : +3,87 %, France hors Mayotte : +2,49 %).
| 1793 | 1800 | 1806 | 1822 | 1838  | 1848  | 1858  | 1861  | 1866  |
| ---- | ---- | ---- | ---- | ----- | ----- | ----- | ----- | ----- |
| 781  | 826  | 838  | 931  | 1 191 | 1 218 | 1 040 | 1 080 | 1 026 |

| 1872  | 1876  | 1881  | 1886  | 1891 | 1896 | 1901  | 1906  | 1911  |
| ----- | ----- | ----- | ----- | ---- | ---- | ----- | ----- | ----- |
| 1 033 | 1 057 | 1 044 | 1 030 | 964  | 960  | 1 052 | 1 068 | 1 015 |

| 1921  | 1926  | 1931  | 1936  | 1946  | 1954  | 1962  | 1968  | 1975  |
| ----- | ----- | ----- | ----- | ----- | ----- | ----- | ----- | ----- |
| 1 197 | 1 069 | 1 189 | 1 165 | 1 223 | 1 355 | 1 328 | 1 522 | 2 454 |

| 1982  | 1990  | 1999  | 2006  | 2011  | 2013  | - | - | - |
| ----- | ----- | ----- | ----- | ----- | ----- | - | - | - |
| 2 615 | 2 963 | 3 229 | 3 369 | 3 541 | 3 566 | - | - | - |

### Manifestations culturelles et festivités
- 1995, départ d'une étape du Tour de France cycliste jusqu'à L'Alpe d'Huez, vainqueur Marco Pantani.
- 2002, départ d'une étape du Tour de France cycliste jusqu'à Cluses, vainqueur Dario Frigo après une étape de 142 km.

## Économie

### Tourisme
En 2014, la capacité d'accueil de la commune et de ses différentes stations-villages installées sur son territoire, estimée par l'organisme Savoie Mont Blanc, est de 13 336 lits touristiques répartis dans 2 050 structures. Les hébergements se répartissent comme suit : 196 meublés ; une résidence de tourisme ; 4 hôtels ; 6 centres ou villages de vacances/auberges de jeunesse ; un refuge ou gîte d'étape et une chambre d'hôtes.

## Culture locale et patrimoine

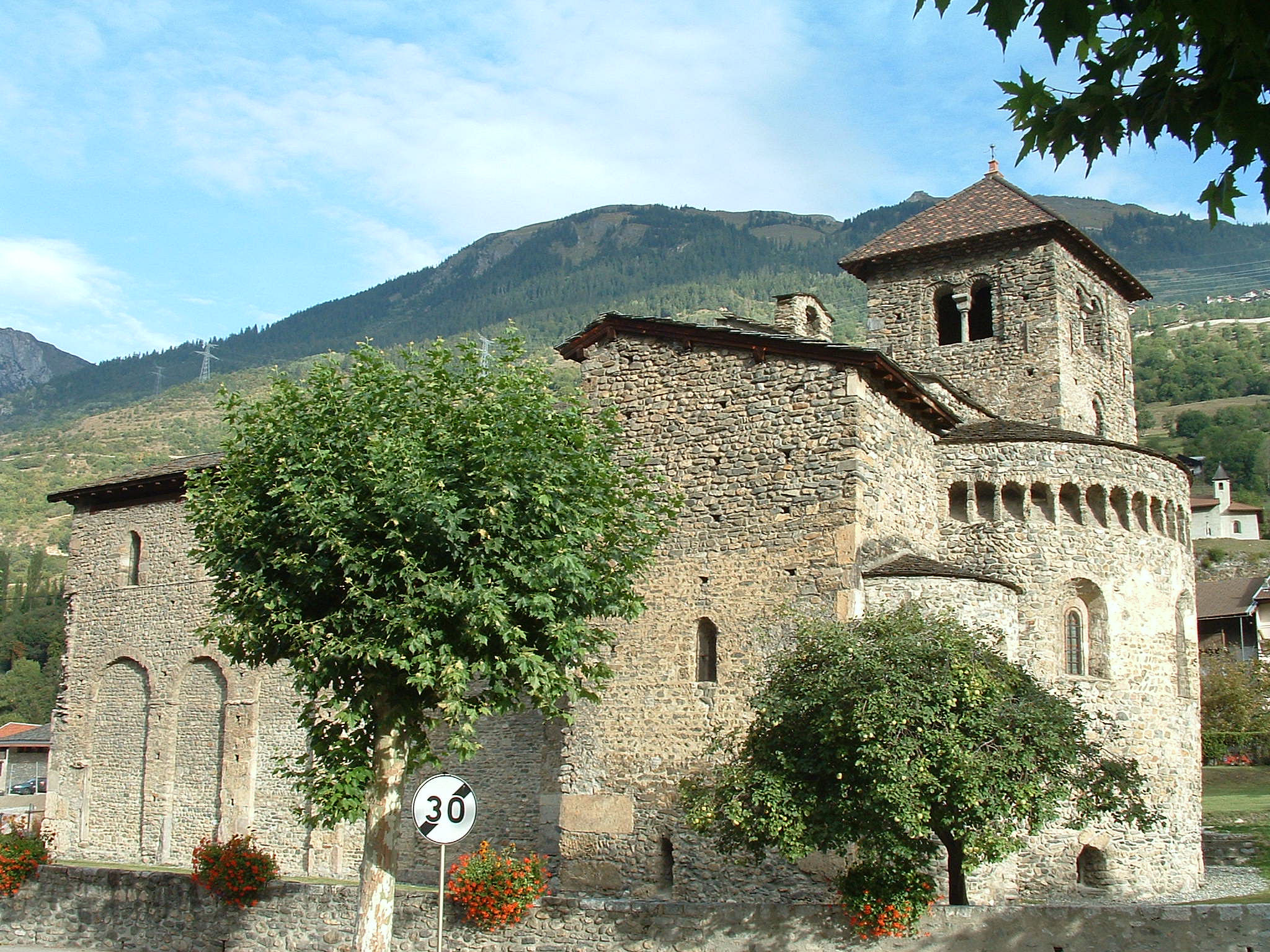
La basilique Saint-Martin.
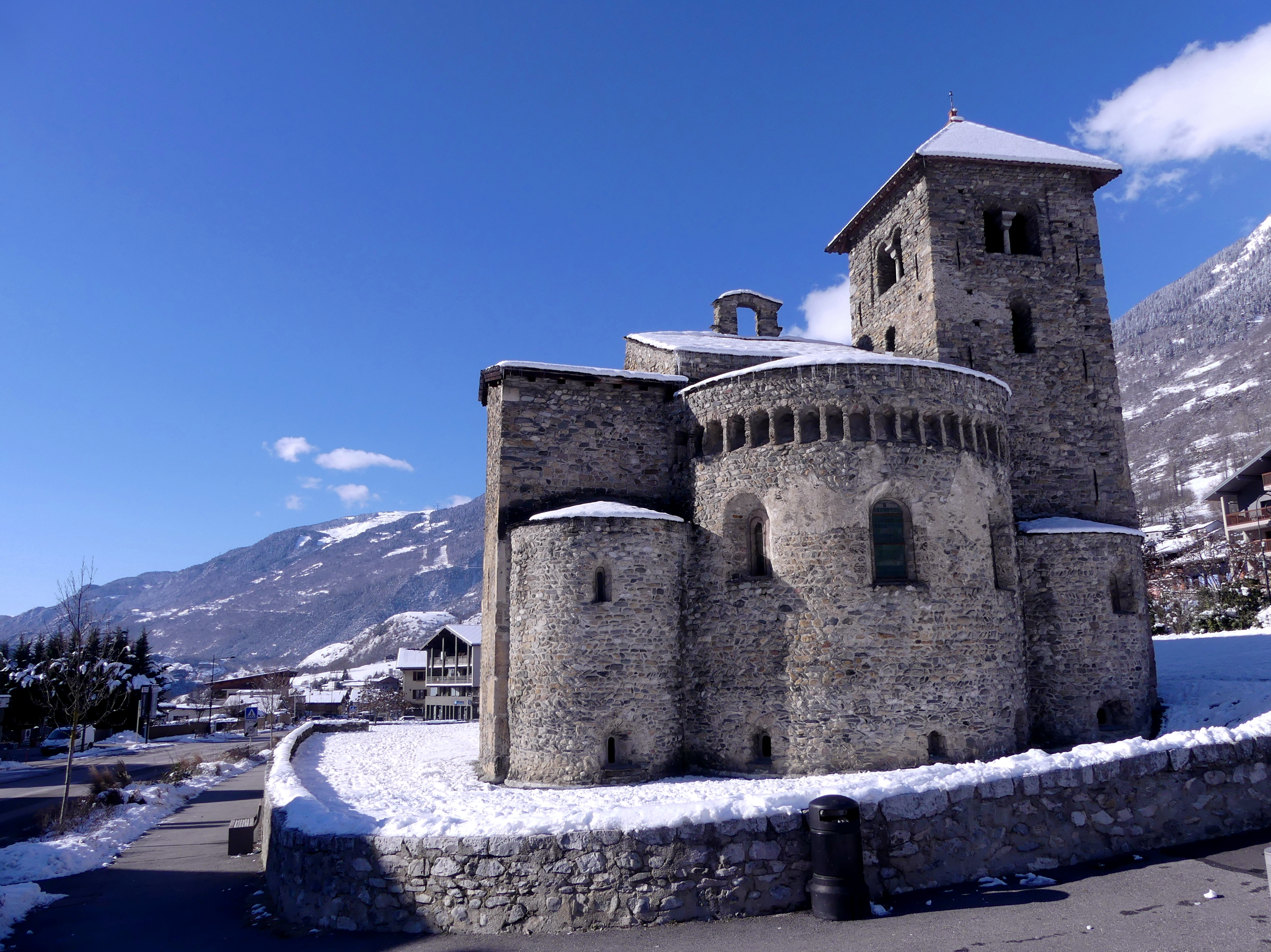
Le chevet de la basilique Saint-Martin.
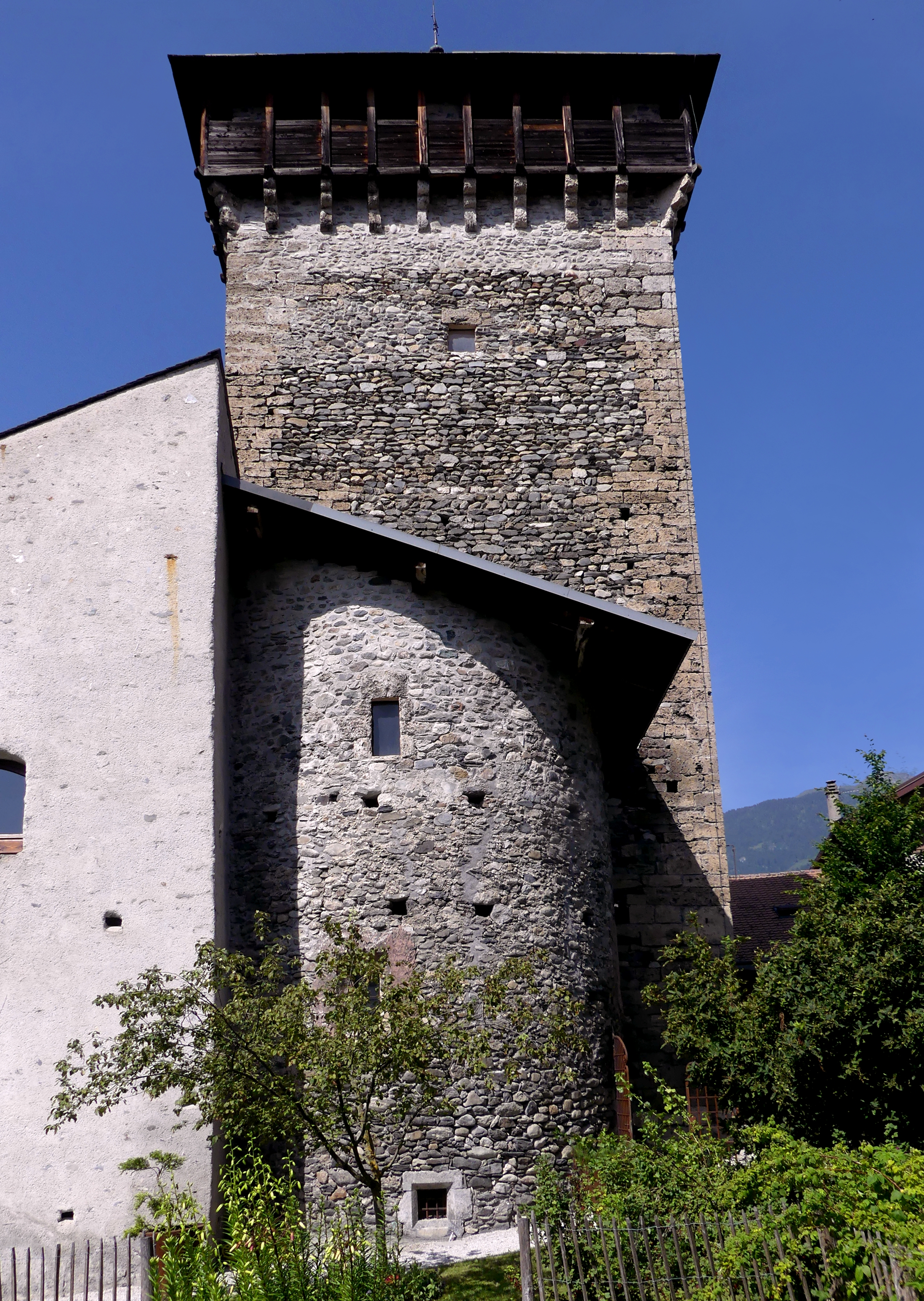
Tour Montmayeur.
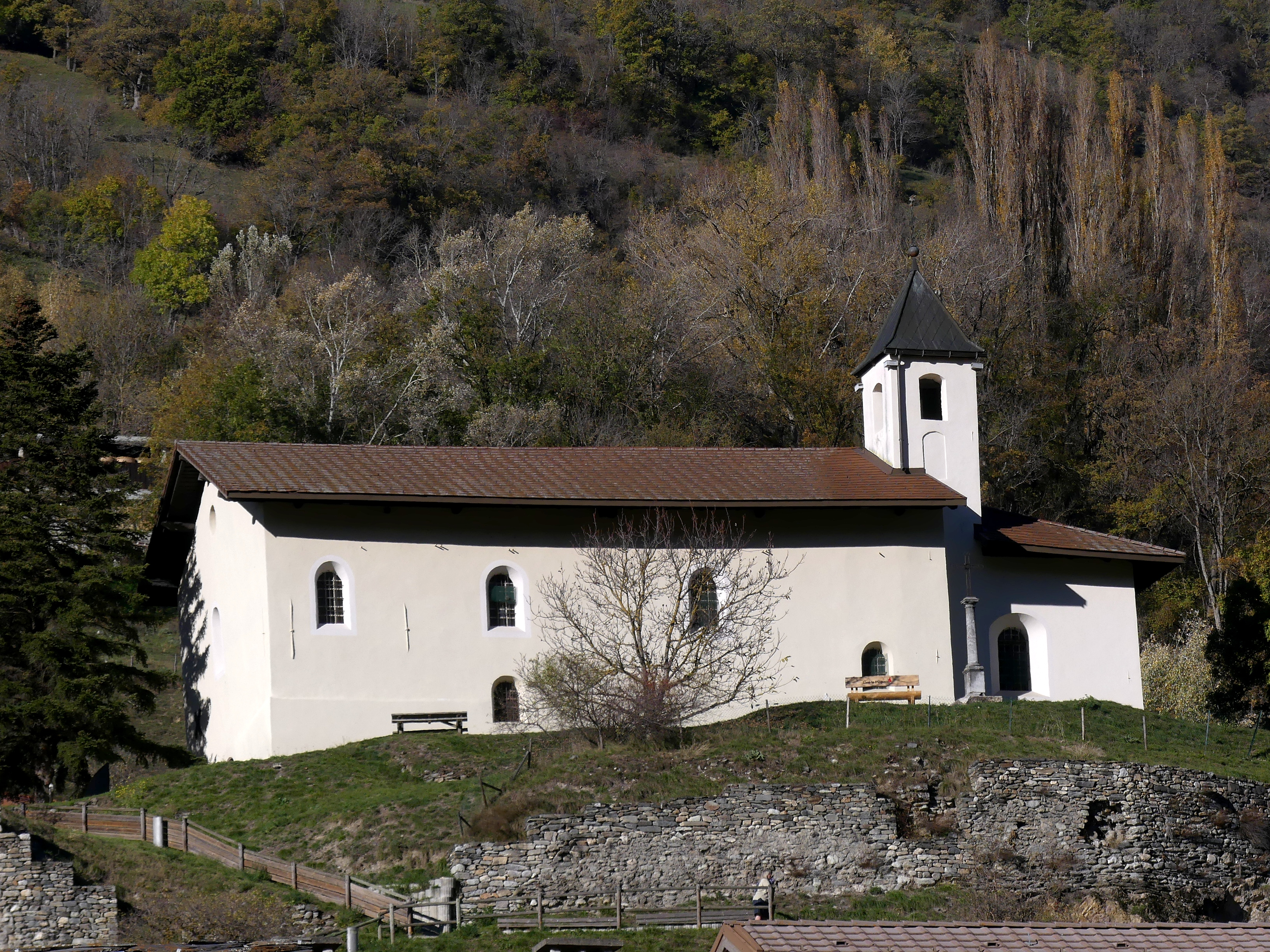
Chapelle Saint-Sigismond.

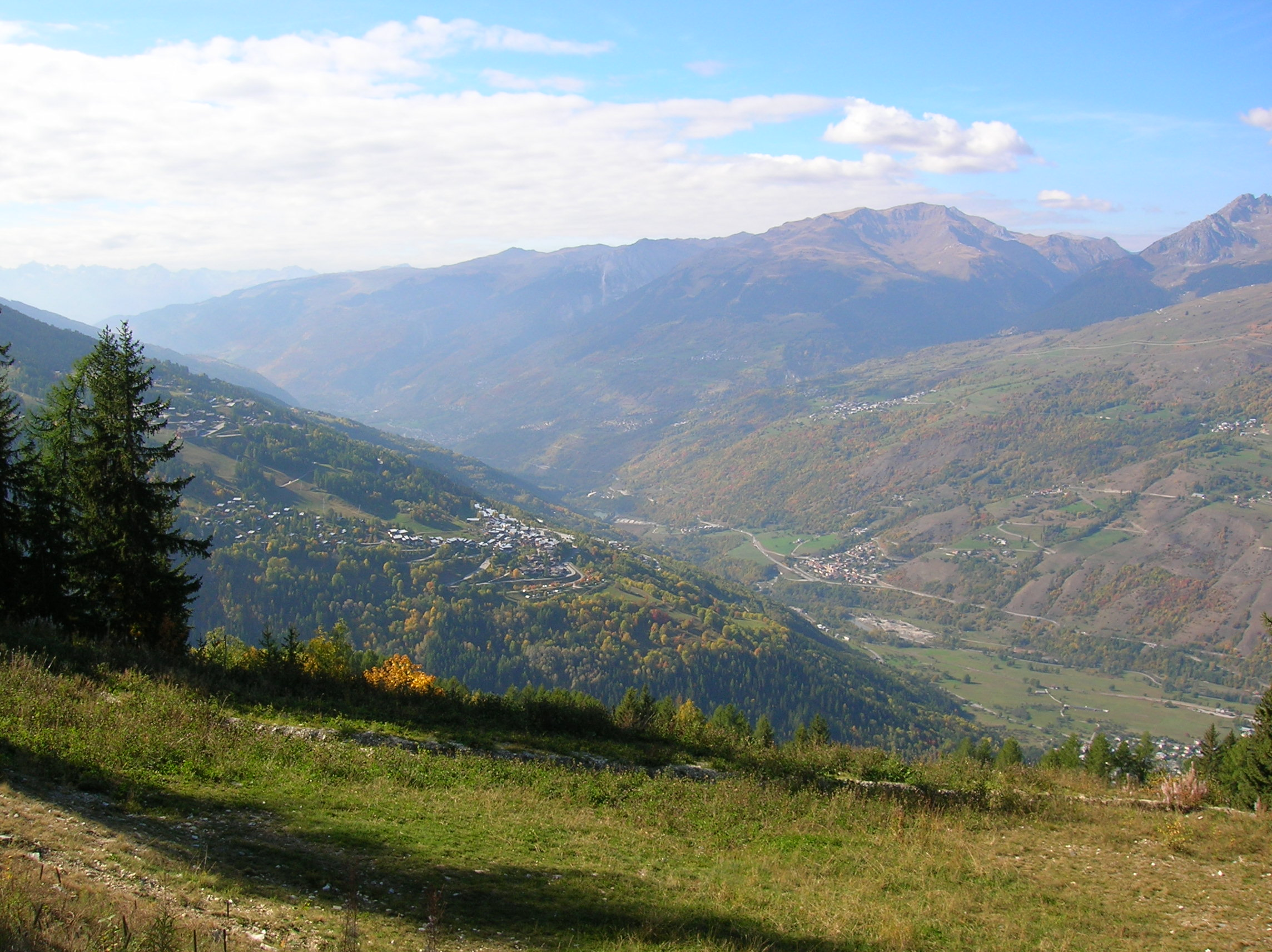
Vue générale de Peisey-Nancroix, en bas dans la vallée la commune d'Aime, un peu plus haut en face, de l'autre côté de la vallée, le village de Granier, sous le « Crêt du Rey » (2639 m), début du massif du Beaufortain.

### Lieux et monuments
- La Tour de Montmayeur

La tour de Montmayeur est une ancienne maison forte, du XIVe siècle, qui se dresse dans le bourg, à l'angle de la rue de la Gare et de la voie ferrée. Elle commandait un pont à péage sur l'Isère.
La tour de Montmayeur (le donjon et le logis), fait l’objet d’une inscription partielle au titre des monuments historiques depuis le 21 août 1983.
- La gare d'Aime-La Plagne.

#### Patrimoine religieux

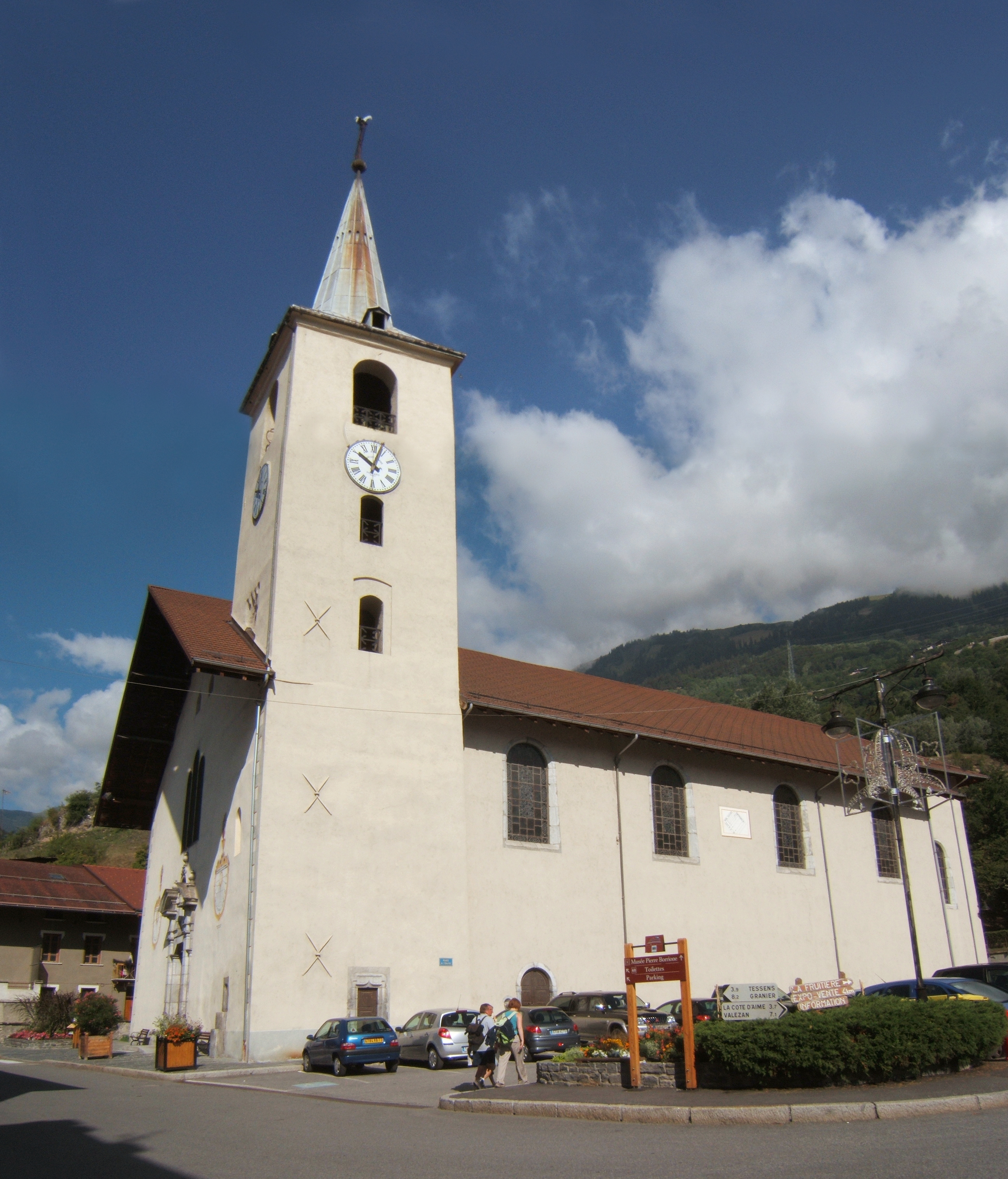
L'église paroissiale Saint Sigismond d'Aime.

- L'Ancien prieuré et la basilique Saint-Martin[13] : basilique romane du XIe siècle possédant une crypte souterraine du VIe siècle, un reliquaire et des absides. Sa structure, à la simplicité austère mais puissante, fut édifiée sur une substruction romaine[3]. Elle est classée monument historique[14]. Ses fresques datent de la fin du XIIe siècle et du début du XIIIe siècle[15].
- La chapelle Saint-Sigismond, située sur le hameau de la colline Saint-Sigismond, ancienne église paroissiale avant son transfert vers l'église actuelle au XIIIe siècle/XIVe siècle[16]. La légende raconte qu'elle aurait été édifiée par saint Jacques[17]. Des fouilles ont permis de trouver des éléments d'édifices romain[3]. Elle accueille désormais le musée archéologique : Des Pierres et des hommes.
- L'église paroissiale dédiée à Saint Sigismond[16], le dernier roi burgonde qui au Ve siècle apporte un appui décisif aux catholiques du royaume. Possédant des éléments du XVe siècle, l'édifice a été reconstruit dans la dernière partie du XVIIe siècle, consacrée en 1681[16]. Elle comporte cadran solaire et mobilier baroque. Elle était alors « orientée », c’est-à-dire que sa porte d’entrée se situait à l’ouest et que son chevet était à l’est. Elle était alors dédiée à Saint Sigismond. Elle est inscrite monument historique[18].
- Église Saint-Jacques de Longefoy (retable baroque)
- De nombreuses petites églises de village et chapelles de montagne :
  - Chapelle Notre-Dame-des-Neiges de Montgésin (Montalbert), édifiée en 1418 ;
  - Église Sainte-Agathe de Tessens, chapelle reconstruite en 1684 obtient un clocher au siècle suivant. Elle est agrandie en 1820, puis 1865[19],[20] ;

### Patrimoine culturel
La commune possède plusieurs musées :
- La basilique Saint-Martin abrite un abrite un musée lapidaire.
- Le Musée archéologique : Des Pierres et des hommes (anciennement Musée archéologique et minéralogique Pierre Borrione)
créé par l'ancien maire de la ville, classé musée de France[21]. Le musée retrace l'histoire d'Aime : période néolithique, gallo-romaine, baroque et également sur les mines de la Plagne.

Associations culturelles notables :
- Société d'histoire et d'archéologie d'Aime (SHAAIME)[22],[23].

### Espaces verts et fleurissement
En 2014, la commune obtient le niveau « deux fleurs » au concours des villes et villages fleuris.

### Personnalités liées à la commune
- Paul Anxionnaz (1902-1997), homme politique, secrétaire d'État.
- Danièle Debernard, skieuse alpine y est née.
- Henri Debiez (1920-1944), résistant, assassiné par la Gestapo à Genas, Compagnon de la Libération.

### Héraldique et logotype
| Armes d'Aime | Les armes d'Aime se blasonnent ainsi : D'azur au lion d'or cantonné de quatre écussons cousus de gueules chargés chacun d'une croix aussi d'or. |